# Ani Chatschikjan (Schauspielerin)
Ani Chatschikjan (armenisch Անի Խաչիկյան) ist eine armenische Schauspielerin.

## Leben und Karriere
Chatschikjan studierte an der Staatliches Institut für Theater und Kinematographie Jerewan. Ihr Debüt gab sie 2012 in der Fernsehserie School of Angels. Im selben Jahr bekam sie in Tigran's Planet eine Hauptrolle. Anschließend wurde sie für den Film Super Mother gecastet. 
Unter anderem trat sie in Bakhtaber auf. 2016 war sie in The Line zu sehen. Außerdem spielte Chatschikjan 2017 in der Serie Against the Flow mit. 2022 setzte sie ihre Karriere in It Takes a Village... fort.

## Filmografie
Filme
- 2015: Super Mother
- 2016: The Line
- 2017: Super Mother 2
- 2022: It Takes a Village...

Serien
- 2012–2013: School of Angels
- 2012–2013: Tigran's Planet
- 2015: Bakhtaber
- 2015: Special Section
- 2017: Against the Flow
- 2022: Live With Me